# أكريات حقيقية
الأكريات الحقيقية (الاسم العلمي: Eucoccidiorida) هي رتبة من أسناخ صبغية تتبع الطبقة من طائفة المخروطانيات.

## التصنيف
- الإيمريات
  - الإيمرية